# Виттори, Дарио
Дарио Виттори (исп. Dario Vittori), настоящее имя ─ Мелито Дарио Спартако Маргоцци (исп. Melito Dario Spartaco Margozzi; 14 сентября 1921, Гвидония-Монтечелио, Лацио — 19 января 2001, Буэнос-Айрес) — аргентинский актёр театра и кино, продюсер, итальянского происхождения.

## Биография
Родился 14 сентября 1921 года в Гвидонии-Монтечелио, позже переехал в Аргентину. С 1939 по 1957 год работал в итальянской театральной труппе, выступавшей на итальянском языке. 
С 1958 года стал выступать на испанском языке. В начале 1960-х годов начал свою карьеру в качестве телевизионного актёра.
Амплуа — комедийный актёр. Выступал на сценах театров Буэнос-Айреса и телевидении. С 1963 года снимался в аргентинском и испанском кино. Всего сыграл в 130 кино- и телефильмах.
Умер 19 января 2001 года в Буэнос-Айресе. Похоронен на кладбище Ла-Чакарита.

## Избранная фильмография
- Удачный день (2002)
- Chicos ricos (2000)
- Высокая комедия (сериал) (1991—1998)
- Esto es vida (1982)
- ¿Los piolas no se casan…? (1981)
- Subi que te llevo (1980)
- Frutilla (1980)
- Asi es la vida (1977)
- Los chantas (1975)
- Las pildoras (1972)
- Blum (1970) — Блум
- ¡Qué noche de casamiento! ((1969)
- Villa Carino esta que arde (1968)
- Lo prohibido esta de moda (1968) — Кармело
- Пусть говорят (1968) — Луис
- Пиранья (1967)
- Villa Carino (1967)
- iEsto es alegria! (1967)
- De profesion, sospechosos (1966)
- Orden de matar (1965)
- Ritmo nuevo y vieja ola (1965)
- Los hipocritas (1965)
- La fin del mundo (1963)
- Los que verán a Dios (1963)